# 은정화
은정화(殷鼎和, 1650년 ~ 1724년)는 조선 후기 유학자이다. 자는 매경(梅卿), 호는 백계(栢溪)이다.

## 생애
은정화(殷鼎和)는 전라북도 부안(扶安)에서 태어났다. 조선 후기 유학자로 시문(詩文)에 능하였다.
어머니가 나이가 들어 병환에 들자 대소변을 맛보며 병세를 가늠, 손가락을 잘라 피를 먹여 어머니는 수개월을 연명했다고 전한다. 어머니가 돌아가시자 3년을 시묘하였다.
문집으로는 1819년에 간행된 《백계집(栢溪集)》 5권 2책이 있다.
1750년, 조선 영조 26년에 전라북도 정읍(井邑) 용계서원(龍溪書院)에서 배향되었다.